# Michael Petersson (skådespelare)
Anders Michael Petersson, född 16 december 1962 i Uppsala, är en svensk skådespelare.
År 1984 kom Petersson i kontakt med Teater 23 i Malmö, där han började arbeta som scenarbetare och allt-i-allo. Tillsammans med tre kollegor bildade han amatörgruppen Lilla Backateatern, som 1987 satte upp en nyårsrevy på Teater 23. Sedan kom han i kontakt med Piggsvinsteatern som blev som en scenskola för Petersson och där han numera är medlem. Han har spelat många skiftande roller genom åren. Har erfarenhet från revy, drama, fars, operett, m.m. Petersson har medverkat i TV och filmproduktioner sedan 1986. Han spelade huvudrollen i Måns Wides kortfilm Dart (film) 2007. Han spelade lokalreporter i TV-serien Starke man. Åren 2013–2015 spelade han rollen som kyrkvaktmästaren Hugo i humorserien Halvvägs till himlen. Han gestaltade Tage Erlander i TV-serien Vår tid är nu.
Han har medverkat i flertalet reklamfilmer för bland andra Expressen, Sverigelotten, SABO, ELON, Malmöfestivalen.

## Filmografi (i urval)
- 1986 – Allt ljus på mig (TV-serie)
- 1987 – Lackalänga (TV-serie)
- 1992 – Yasemin på flykt (TV-serie)
- 2007 – Mia och Klara (TV-serie)
- 2007 – Dart (kortfilm)
- 2009 – Odjuret
- 2010 – Hipp Hipp! (TV-program)
- 2011 – Försvunnen
- 2010–2011 – Starke man (TV-serie)
- 2012 – Torka aldrig tårar utan handskar (TV-serie)
- 2013 – Den som söker
- 2013 – Wallander – Mordbrännaren
- 2013 – Fröken Frimans krig (TV-serie)
- 2013–2015 – Halvvägs till himlen (TV-serie)
- 2017–2018 – Vår tid är nu (TV-serie)
- 2018 – Lingonligan (TV-serie)
- 2019 – Tyrannen (kortfilm)
- 2019 – Spring Uje spring (röst)
- 2019 – Crossroads (kortfilm)
- 2021 – Tunna blå linjen (TV-serie)
- 2022 – Bror (TV-serie)

## Teater

### Roller (ej komplett)
| År   | Roll                  | Produktion                                           | Regi | Teater                            |
| ---- | --------------------- | ---------------------------------------------------- | ---- | --------------------------------- |
| 1985 | Magni                 | Marknadsafton Vilhelm Moberg                         |      | Lilla Backateatern, december 1985 |
| 1986 | Mannen                | Höga berg och låga kullar Werner Aspenström          |      | Lilla Backateatern                |
| 1991 | Godsägare Brakenhielm | Läkare mot sin vilja                                 |      | Lilla Backateatern, januari 1991  |
| 1995 | Professor Hinzelmann  | Vita Hästen                                          |      | Piggsvinsteatern, juni 1995       |
| 1996 | Major Bror Roupé      | Lilla Helgonet                                       |      | Piggsvinsteatern, juni 1996       |
| 1997 | Pontus Pomarel        | Kyska Susanna                                        |      | Piggsvinsteatern, juni 1997       |
| 1998 | Lord Buffy McDuffy    | Min syster och jag                                   |      | Piggsvinsteatern, juni 1998       |
| 2000 | Doktor Rank           | Ett dockhem Henrik Ibsen                             |      | Kompani Larzon, oktober 2000      |
| 2001 | Teodor Tideman        | Spanska Flugan                                       |      | Piggsvinsteatern, juni 2001       |
| 2002 | Dave McComber         | Ljuva ungdomstid Eugene O'Neil                       |      | KAOS, Malmö, mars 2002            |
| 2003 | Johan J Jeppsson      | Hello Dolly Herman/Stewart                           |      | Piggsvinsteatern, juni 2003       |
| 2003 | Doktor Östermark      | Fadren August Strindberg                             |      | KAOS, Malmö, oktober 2003         |
| 2004 | Emil Bladh            | Serenad på Lundbergsgatan                            |      | Piggsvinsteatern, juli 2004       |
| 2005 | Theseus               | Till Fedra P.O. Enquist                              |      | KAOS, Malmö, oktober 2005         |
| 2007 | Roland Sandström      | Är du inte riktigt fisk? John Chapman & Dave Freeman |      | Piggsvinsteatern, mars 2007       |
| 2008 | Thomas Sandin         | 24 Röda Rosor Aldo De Benedetti                      |      | Piggsvinsteatern, mars 2008       |